# Lijst van oorlogsmonumenten in Uitgeest
De Nederlandse gemeente Uitgeest heeft 5 oorlogsmonumenten. Hieronder een overzicht.
| Nr.  | Object                            | Herdachte groep        | Ontwerper       | Onthulling       | Type            | Locatie                       | Plaats   | Coördinaten                   | Foto               |
| ---- | --------------------------------- | ---------------------- | --------------- | ---------------- | --------------- | ----------------------------- | -------- | ----------------------------- | ------------------ |
| 395  | Monument aan de Communicatieweg   | geallieerde militairen |                 | 10 februari 2001 | beeld/sculptuur | Communicatieweg, 1911 MP      | Uitgeest | 52° 29' 57" NB, 4° 42' 27" OL |                    |
| 403  | Monument aan de Provincialeweg    | verzet Nederland       | N.J. Groot      |                  | gedenksteen     | Provincialeweg 3, 1911 MZ     | Uitgeest | 52° 31' 36" NB, 4° 41' 54" OL |                    |
| 646  | Monument 1940-1945                | algemeen               | C.G. Andriessen | 4 mei 1975       | gedenksteen     | Middelweg 28, 1911 EG         | Uitgeest | 52° 31' 42" NB, 4° 42' 49" OL | Monument 1940-1945 |
| 3013 | Plaquette in het gemeentehuis (1) | burgerslachtoffers     |                 |                  | plaquette       | Middelweg 28, 1911 EG         | Uitgeest | 52° 31' 42" NB, 4° 42' 49" OL |                    |
| 3014 | Plaquette in het gemeentehuis (2) | overig                 |                 |                  | plaquette       | Middelweg 28, 1911 EG         | Uitgeest | 52° 31' 42" NB, 4° 42' 49" OL |                    |
|      | Stolpersteine                     | vervolgden Nederland   | Gunter Demnig   |                  | reliëf          | Zie Stolpersteine in Uitgeest | Uitgeest |                               |                    |

Aalsmeer ·
Alkmaar ·
Amstelveen ·
Amsterdam ·
Bergen ·
Beverwijk ·
Blaricum ·
Bloemendaal ·
Castricum ·
Den Helder ·
Diemen ·
Dijk en Waard ·
Drechterland ·
Edam-Volendam ·
Enkhuizen ·
Gooise Meren ·
Haarlem ·
Haarlemmermeer ·
Heemskerk ·
Heemstede ·
Heiloo ·
Hilversum ·
Hollands Kroon ·
Hoorn ·
Huizen ·
Koggenland ·
Landsmeer ·
Laren ·
Medemblik ·
Oostzaan ·
Opmeer ·
Ouder-Amstel ·
Purmerend ·
Schagen ·
Stede Broec ·
Texel ·
Uitgeest ·
Uithoorn ·
Velsen ·
Waterland ·
Weesp ·
Wijdemeren ·
Wormerland ·
Zaanstad ·
Zandvoort